# Specializační vzdělávání klinického psychologa
Klinická psychologie je významný vědecký a aplikovaný psychologický obor.
Jako vědní obor se zabývá pozorováním jednotlivce s cílem podpořit u něj změnu a jako aplikovaný obor je zavedením psychologických poznatků do klinické zdravotnické praxe. Částečně vychází z psychiatrie a částečně ji doplňuje. Kliničtí psychologové však dnes pracují i na jiných lékařských odděleních.
Na území Československa se klinická psychologie rozvíjela zejména od 60. let. Dnes se v České republice stává samozřejmou součástí lékařských a nemocnických zařízení a klinický psycholog je jedním z nelékařských zdravotnických povolání podléhajících zákonu č. 96/2004 Sb. O nelékařských zdravotnických pracovnících. Je spravován Institutem postgraduálního vzdělávání ve zdravotnictví (IPVZ), zřizovaném Ministerstvem zdravotnictví.

## Historie klinické psychologie na území ČR
Od roku 1948 docházelo vlivem marxisitické ideologie k značnému omezení rozvoje psychologie na území Československa, v oblasti zdravotnictví na poli psychiatrie však prostor pro psychologii zůstal a skýtal relativně větší volnost a nezávislost i pro nemarxisticky zaměřené psychology. Z toho důvodu se do oblasti klinické psychologie přesunula řada tehdejších výzkumných kapacit, což umožnilo rychlý rozvoj klinické psychologie a začátky kvalitní klinicko-psychologické výzkumné tradice (zejména na Psychiatrické klinice Univerzity Karlovy, na výzkumném zdravotnickém Ústavu pro péči o matku a dítě v Praze Podolí, založeném v roce 1951).
Po 2. světové válce se na území Československa začala klinická psychologie rozvíjet zejména na půdě vysokých škol a to paralelně ve dvou tehdejších centrech vzdělávání – v Brně a v Praze. Na Psychiatrické klinice Univerzity Karlovy byl prvním statutárně uznaným klinickým psychologem na území Československa doc. PhDr. Jan Srnec, který status klinického psychologa obdržel roku 1952.
Na Moravě se první kroužek klinických psychologů okolo Psychologického ústavu Masarykovy Univerzity v Brně vytvořil v roce 1953 a prvním klinickým psychologem, zaměstnaným v Státní psychiatrické léčebně Brno-Černovice, byl Prof. PhDr. Robert Konečný. Další významná osoba stojící za počátky klinické psychologie v Československu byl prof. PhDr. Stanislav Kratochvíl, který byl od roku 1957 klinickým psychologem v Kroměříži. Z těchto skromných počátků se postupně vybudovala československá klinicko-psychologická základna, která v roce 1976 zahrnovala více než 400 psychologů.
Dlouho se psychologové potýkali s problémem, že byli na klinikách zcela podřazeni lékařům. V roce 1967 byl přijat nový zákon o soudních znalcích, který zároveň uznával psychology jako pracovně samostatné. Nicméně kliničtí psychologové zůstali až do roku 1989 formálně podřízeni.
Revoluce roku 1989 uvolnila ruce klinické psychologii, která byla komunistickým režimem negativně ovlivňována zejména po srpnu 1968, kdy byla řada významných osobností nucena odstoupit ze svých pozic a byli nahrazeni straníky. Toto uvolnění však s sebou přineslo i rozpad již etablovaných struktur a brzy se projevila potřeba sjednocení a legálního ukotvení praktik a podmínek klinické psychologie. Důležitými momenty pokroku tímto směrem bylo založení Asociace klinických psychologů roku 1991 (občanské sdružení dle zákona o sdružování občanů, dnes zapsaný spolek) a vydání Zákona č. 96/2004 Sb. o nelékařských zdravotnických pracovnících v roce 2004.

## Specializační vzdělávání v klinické psychologii
K tomu, aby v současnosti mohl zájemce vykonávat povolání klinického psychologa, je zapotřebí, aby absolvoval specializační vzdělávání v klinické psychologii, které je realizováno Institutem postgraduálního vzdělávání ve zdravotnictví a vychází ze zákona 96/2004 Sb, podobně jako atestace lékařů, které však definuje zákon 95/2004 Sb.

### Předatestační požadavky
Vstoupit do specializačního vzdělávání (SV) v oboru Klinická psychologie mohou pouze absolventi pětiletého akreditovaného studijního oboru psychologie (resp. 3+2), kteří zároveň úspěšně absolvovali akreditovaný kurz Psycholog ve zdravotnictví.

#### Psycholog ve zdravotnictví
Cílem tohoto programu je osvojení si teoretických znalostí a praktických dovedností, které jsou nezbytné pro získání odborné způsobilosti pro práci ve zdravotnictví.
Do tohoto kurzu může být přijat: Studující v magisterském studijním programu jednooborové psychologie po úspěšném vykonání bakalářské státní závěrečné zkoušky. Absolvent magisterského studia jednooborové psychologie po úspěšném vykonání státní závěrečné zkoušky. Psycholog pracující ve zdravotnickém zařízení, který je v přípravě k atestaci v oboru klinická psychologie. Psycholog pracující v jiném typu zařízení (nemající zdravotnický charakter), který absolvováním kurzu chce získat znalosti a přehled v oboru klinické psychologie.
Celý kurz trvá jeden rok a probíhá formou blokové výuky rozložené do dvou semestrů. K ukončení kurzu je nezbytné absolvovat všechny stanovené moduly teoretické části závěrečným kolokviem před zkušební komisí. Kromě teoretické části musí studující absolvovat i předepsané praktické moduly a úspěšně složit kolokvium. Následně obdrží Osvědčení o absolvování akreditovaného kurzu Psycholog ve zdravotnictví.

### Požadavky při atestaci

#### Přihláška do specializačního vzdělávání
K tomu, aby se uchazeč mohl přihlásit do SV, je zapotřebí, aby v době podání přihlášky pracoval alespoň na 0,5 úvazek jako psycholog ve zdravotnictví. Posléze musí uchazeč vyplnit elektronickou přihlášku na stránkách Evidence zdravotnických pracovníků v sekci zařazení pro nelékaře. Následně je třeba tuto vyplněnou přihlášku odeslat v tištěné podobě na adresu Institutu postgraduálního vzdělávání ve zdravotnictví.

#### Cíle specializačního vzdělávání
Cílem specializačního vzdělávání v klinické psychologii je získat potřebné znalosti a kompetence pro samostatné vykonávání povolání klinického psychologa v lůžkové i ambulantní péči.

#### Průběh specializačního vzdělávání v klinické psychologii
Specializační vzdělávání v klinické psychologii sestává z tzv. základního kmene a vlastního výcviku v oboru.
Každému účastníkovi specializačního vzdělávání je akreditovaným pracovištěm přidělen tzv. školitel pro teoretickou výuku. Ten v pravidelných intervalech prověřuje vědomosti a dovednosti účastníka SV a vypracovává pro účastníka studijní plán. Při plnění odborných praxí na odborných pracovištích je účastníkovi přidělen vždy další školitel, zaměstnanec daného zařízení, který dohlíží na plnění konkrétní praxe.

##### Základní kmen
Cílem základního kmene je získat základní teoretické znalosti z klinické psychologie, základní znalosti pro komunikaci s lékaři a zdravotníky, znalosti základních právních a etických otázek a zejména základní praktické dovednosti pro samostatnou práci s pacienty všech věkových skupin. Součástí základního kmene je absolvování 36 měsíců praxe na zdravotnickém pracovišti, které si volí sám účastník podle vlastního zájmu a možností. Dále musí v rámci základního kmene účastník absolvovat povinné vzdělávací aktivity. Mezi ně patří psychoterapeutické minimum (minimálně 20 dní), jednodenní semináře jednou za semestr, minimálně 10 kazuistických seminářů za semestr, kurz první pomoci a seminář Základy zdravotnické legislativy.

##### Specializovaný výcvik v oboru
Cílem specializovaného výcviku je prohloubení znalostí a schopností ze základního kmene a získání všech kompetencí pro samostatné vykonávání práce klinického psychologa.
V rámci specializovaného výcviku musí účastník absolvovat minimálně 24 měsíců povinné praxe. Z toho musí být minimálně jeden měsíc na psychologickém pracovišti s dětmi, jeden měsíc na psychologickém pracovišti pro psychiatrické pacienty a jeden měsíc na psychologickém pracovišti pro pacienty z ostatních lékařských oborů.
Podobně jako u základního kmene, i v rámci specializovaného výcviku musí účastník absolvovat povinné vzdělávací aktivity. Těmi jsou specializační kurz v klinické psychologii, jednodenní teoretické semináře jednou za semestr a minimálně deset kazuistických seminářů za semestr.

##### Požadované výkony
V rámci specializačního vzdělávání musí účastník také provést určitý počet výkonů souvisejících s profesí klinického psychologa. Jedná se o různé typy vyšetření, užití různých diagnostických metod a odvedení určitého počtu hodin individuální a skupinové psychoterapie. Odvedené výkony se následně zaznamenávají do účastníkova tzv. logbooku.

#### Zakončení specializačního vzdělávání
Za absolvování aktivit a praxí a plnění výkonů z logbooku účastník SV získává kredity. K tomu, aby byl připuštěn k atestační zkoušce, potřebuje za celou dobu SV získat minimálně 75 kreditů a splnit všechny povinné aktivity.
Samotná atestační zkouška se skládá ze části teoretické a praktické. Teoretická část se skládá ze tří okruhů znalostí - psychopatologie a psychodiagnostika dospělých, psychopatologie a psychodiagnostika dětí a dospívajících a psychoterapie. Praktická část má podobu obhajoby písemné kazuistiky, kterou účastník vytvořil v průběhu SV.

### Profil absolventa
Absolvent specializačního vzdělávání je oprávněn k výkonu níže uvedených činností bez odborného dohledu:
- psychologická diagnostika
- psychoterapie a socioterapie
- neodkladná péče v případě akutních psychických krizí a traumat
- rehabilitace, reedukace a resocializace psychických funkcí
- školení zdravotnických pracovníků v oblasti psychologie zdraví a nemoci
- psychologická prevence, výchova a poradenství ke zdravému způsobu života
- prevence psychologických problémů zdravotnických pracovníků
- poradenská činnost v oblasti péče o psychický stav tělesně i duševně nemocných pacientů, včetně paliativní péče o nevyléčitelně nemocné a přípravy na lékařské zákroky
- odborná konziliární, posudková a dispenzární činnost.